# Juliet Mills
Ne doit pas être confondu avec Juliette Mills.
Juliet Mills est une actrice britannique née le 21 novembre 1941 à Londres. Elle est la fille de l'acteur Sir John Mills et Mary Hayley Bell et la sœur de l'actrice Hayley Mills.

## Biographie
Fille de l'acteur britannique John Mills et de la dramaturge Mary Hayley Bell, elle grandit dans le milieu des gens de théâtre et connaît, dès son plus jeune âge, de nombreux acteurs célèbres, notamment Rex Harrison, David Niven et Marlon Brando.
Elle apparaît comme figurante dans divers films, dont Ceux qui servent en mer (In Which We Serve), un film britannique réalisé par Noël Coward et David Lean dans lequel joue son père.
Elle amorce sa carrière de comédienne en 1958, à l'âge de 16 ans, avec le rôle de Pamela Harrington dans la pièce Five Finger Exercise de Peter Shaffer. La pièce tient l'affiche pendant un an dans le West End londonien avant d'être présentée sur Broadway, à partir de décembre 1959, où, gros succès, elle est jouée 337 fois. En outre, Juliet Mills est nommée pour le Tony Awards de la Meilleure actrice dans un second rôle dans une pièce. À partir de cette reconnaissance, elle obtient régulièrement des rôles au cinéma et à la télévision.
Pour son jeu tout en finesse dans le rôle de "Nanny" Phoebe Figalilly, elle est nommée pour le Golden Globe de la meilleure actrice dans une série télévisée musicale ou comique pour la série télévisée Nanny (Nanny and the Professor) à la 28e cérémonie des Golden Globes.
Elle est choisie par Billy Wilder pour jouer aux côtés de Jack Lemmon dans Avanti! en 1972 et, pour sa prestation, est nommée pour le Golden Globe de la meilleure actrice dans un film musical ou une comédie à la 30e cérémonie des Golden Globes.
Elle remporte l'Emmy Award de la meilleure actrice dans un second rôle dans une mini-série ou un téléfilm pour le rôle de Samantha Cady dans la mini-série QB VII.
Pour son interprétation du rôle de Tabitha Lenox dans le soap opera Passions, elle est nommée pour le Daytime Emmy Award de la meilleure actrice dans une série télévisée dramatique en 2005.
Elle a une sœur Hayley Mills et un frère Jonathan Mills. Elle a été mariée trois fois. Avec Russell Alquist de 1961 à 1964, elle a eu un fils Sean. De son second mariage, avec Michael Miklenda, de 1975 à 1980, elle a eu une fille Melissa. Depuis 1980, elle est mariée à Maxwell Caulfield.

## Filmographie

### Cinéma
- 1942 : Ceux qui servent en mer (In Which We Serve) de Noël Coward et David Lean : le bébé de Freda
- 1947 : So Well Remembered d'Edward Dmytryk : Jeune Julie
- 1947 : L'Homme d'octobre (The October Man) de Roy Ward Barker : enfant
- 1949 : The History of Mr. Polly (en) d'Anthony Pelissier : Petite Polly
- 1961 : Non, ma fille, non ! (No, My Darling Daughter) de Ralph Thomas : Tansy Carr
- 1962 : Twice Round the Daffodils (en) de Gerald Thomas : Catty
- 1963 : Nurse on Wheels (en) de Gerald Thomas : Joanna Jones
- 1963 : Carry on Jack (en) de Gerald Thomas : Sally
- 1966 : Rancho Bravo (The Rare Breed) d'Andrew V. McLaglen : Hilary Price
- 1969 : Ah! Dieu que la guerre est jolie  (Oh! What a Lovely War) de Richard Attenborough : infirmière
- 1972 : Avanti! de Billy Wilder : Pamela Piggott
- 1973 : Jonathan Livingston le goéland (Jonathan Livingston Seagull) de Hall Bartlett : voix de La Fille
- 1974 : Le Démon aux tripes d'Ovidio G. Assonitis et Roberto D'Ettorre Piazzoli : Jessica Barrett
- 1976 : El segundo poder de José Maria Forqué : Estefanía
- 1992 : Waxwork 2 : Perdus dans le temps (Waxwork II: Lost in Time) d'Anthony Hickox : avocate de la défense
- 1999 : L'Autre Sœur (The Other Sister) de Garry Marshall : Winnie
- 2023 : Poolman de Chris Pine : Mme Van Patterson

### Télévision

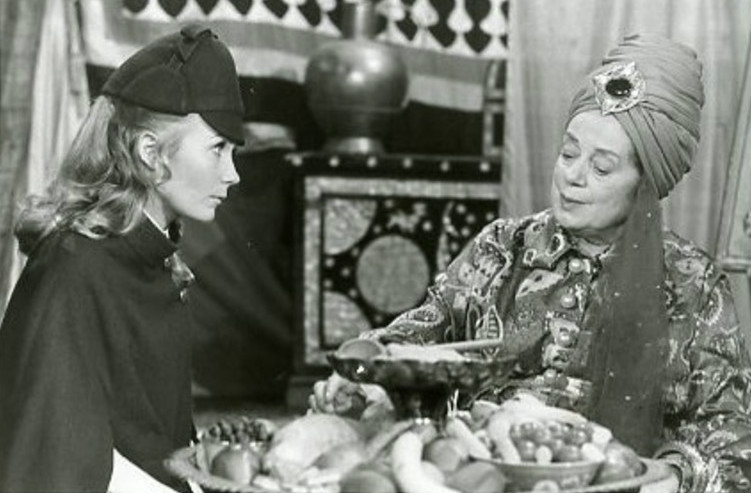
Juliet Mills et Elsa Lanchester dans Nanny and the professor (1971).

- 1960 : Mrs. Miniver (téléfilm) de Marc Daniels : Carol Beldon
- 1965 : Des agents très spéciaux (The Man from U.N.C.L.E.) (série TV : épisode : Adriatique express) : Eva
- 1968 : Sherlock Holmes (série TV : épisode Le Pont de Thor) : Grace Dunbar
- 1970-1971 : Nanny (Nanny and the Professor) (série TV de 53 épisodes) : "Nanny" Phoebe Figalilly
- 1974 : QB VII (mini-série) de Tom Gries : Samantha Cady
- 1974 : Rex Harrison Presents Stories of Love (téléfilm en trois parties - sketch Kiss Me Again Stranger) : Usherette
- 1975 : Docteur Marcus Welby (Marcus Welby, M.D.) (série TV : épisode Public Secrets) : Louise Carpenter
- 1987 : Arabesque (Murder, She Wrote) (série TV : épisode Témoin de la défense) : Annette Pirage
- 1992 : Columbo (série TV : épisode À chacun son heure) : Eileen Hacker
- 1999-2008 : Passions (série TV de 990 épisodes) : Tabitha Lenox
- 2009 : Vie sauvage (Wild at Heart) : (série TV - 8 épisodes) : Georgina